# Eisenbahnmuseum Weimar

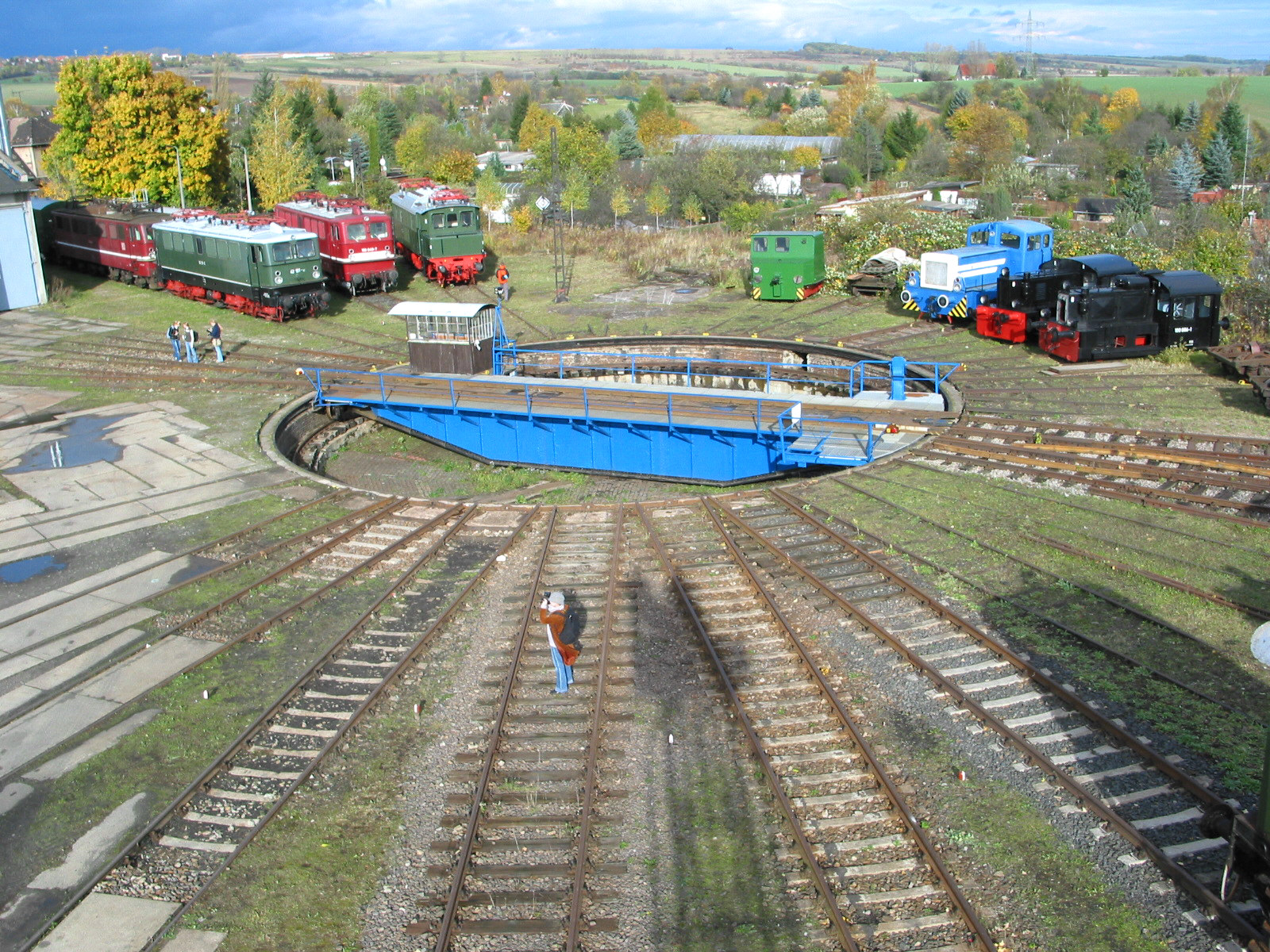
Blick auf die Drehscheibe des ehemaligen Bahnbetriebswerks Weimar mit den Lokomotiven

Das Eisenbahnmuseum Weimar ist ein Eisenbahnmuseum in Weimar. Es befindet sich östlich des Bahnhofs auf dem Gelände des ehemaligen Bahnbetriebswerks Weimar an der Eduard-Rosenthal-Straße, welches seit 1980 technisches Denkmal des heutigen Freistaates Thüringen ist. Es beheimatet Thüringens größte Sammlung an historischen Lokomotiven und auch die größte Sammlung an Elektrolokomotiven in Deutschland. Seit 1995 ist der Thüringer Eisenbahnverein e. V. Träger des Museums. 2018 kaufte der Verein das Gelände.
Es steht auf der Liste der Kulturdenkmale in Weimar (Einzeldenkmale).

## Umfang der Sammlung

### Lokomotiven und Triebfahrzeuge
Präsentiert werden über 30 verschiedene Dampf-, Diesel- und Elektrolokomotiven. Den Schwerpunkt der Sammlung bilden Diesel- und Elektrolokomotiven der ehemaligen Deutschen Reichsbahn, wobei fast alle bis zuletzt eingesetzten Baureihen vertreten sind. Die Lokomotiven befinden sich nur teilweise in Vereinsbesitz, ein großer Teil wurde als Leihgaben von der Deutschen Bahn AG, deren Tochtergesellschaften oder anderen Eisenbahnunternehmen zur Verfügung gestellt. Neben Eisenbahnfahrzeugen sind auch einige Straßenfahrzeuge ausgestellt.

#### Dampflokomotiven
Im Museum sind auch einige große Güterzugdampflokomotiven ausgestellt:
- 50 3626 (Baureihe 50.35), Krauss-Maffei, 1942
- 52 8012 (Baureihe 52.80), MBA Berlin, 1944
- 52 8109 (Baureihe 52.80), Henschel und Sohn, Kassel, 1944

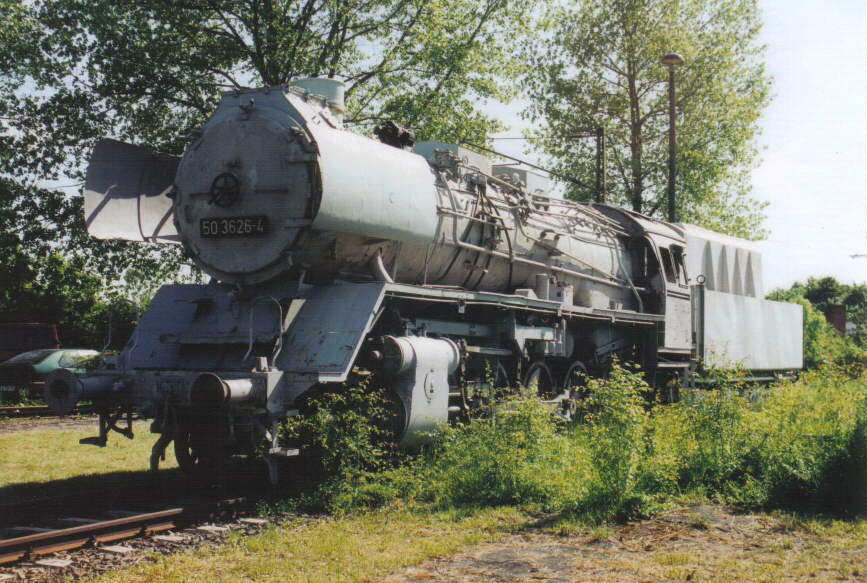
DR-50 3626 (2003)
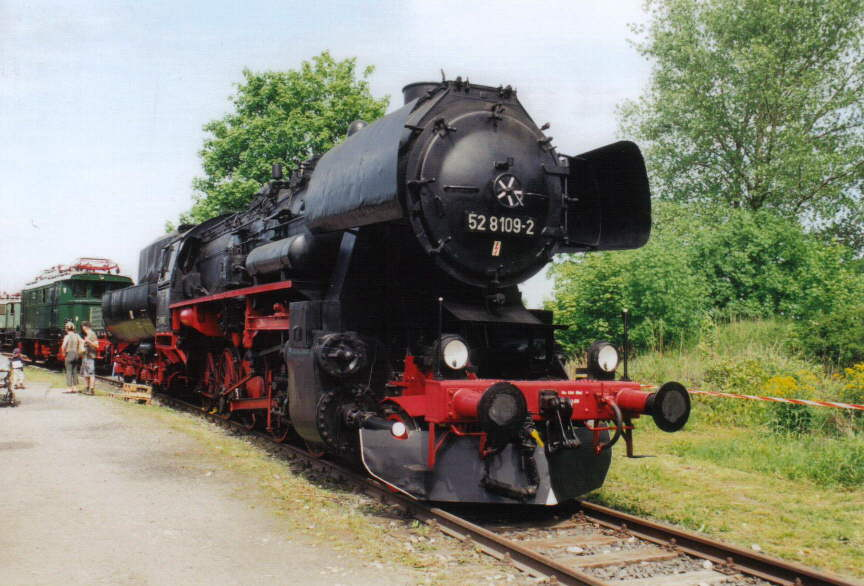
Dampflokomotive 52 8109 (2003)

#### Elektrische Lokomotiven
Die Sammlung an elektrischen Lokomotiven reicht von der Reihe E 04 und anderen Vorkriegsbauarten wie den E 44, E 18 und E 94 über die Ellok-Reihen der Deutschen Reichsbahn (Baureihen 211, 230, 242, 243, 250 und 251) bis hin zu einem Prototyp der Reihe 120, 120 005, welche im Herbst 2009 als Leihgabe der DB Systemtechnik übernommen wurde. Auch die Versuchslokomotive AEG 12X (128 001) von 1994, die noch in der DDR als Nachfolger klassischer elektrischer Lokomotiven konzipiert wurde, ist hier ausgestellt. 
Vollständige Liste (1xx DB-Bezeichnung, 2xx DR-Bezeichnung, Exx Deutsches Reich):
- 204 011, AEG Berlin, 1934,
- 211 028, LEW Hennigsdorf, 1965,
- 211 049, LEW Hennigsdorf, 1970, Leihgabe DB-Museum,
- E18 24, AEG Berlin, 1936,
- 120 005, wahrscheinlich 1980, Leihgabe DB Systemtechnik,
- 128 001, AEG Hennigsdorf, 1994, Leihgabe Bombardier Transportation,
- 242 151, LEW Hennigsdorf, wahrscheinlich 1968,
- 243 117, LEW Hennigsdorf, 1984, Leihgabe DB Regio,
- 244 103, Henschel SSW, 1939, Leihgabe DB-Museum,
- 244 105, Henschel SSW, 1940, Leihgabe DB-Museum,
- 144 507, AEG Hennigsdorf, 1934, Leihgabe DB-Museum,
- 250 250, LEW Hennigsdorf, 1984, Leihgabe DB-Museum,
- 251 012, LEW Hennigsdorf, 1965, Leihgabe DB-Museum,
- 254 106, AEG Berlin, 1942,
- 180 001, Škoda, Pilsen, 1988, nach Ausmusterung im Jahr 2025 als ČD 371.201 erworben
- 180 014, Škoda, Pilsen, 1991, Leihgabe DB-Museum,
- 194 178, Krauss-Maffei, 1935, Leihgabe Barbara-Birgit Brunne.
- Zementwerk Bad Berka III, LEW, 1971
- Akkuschleppfahrzeuge

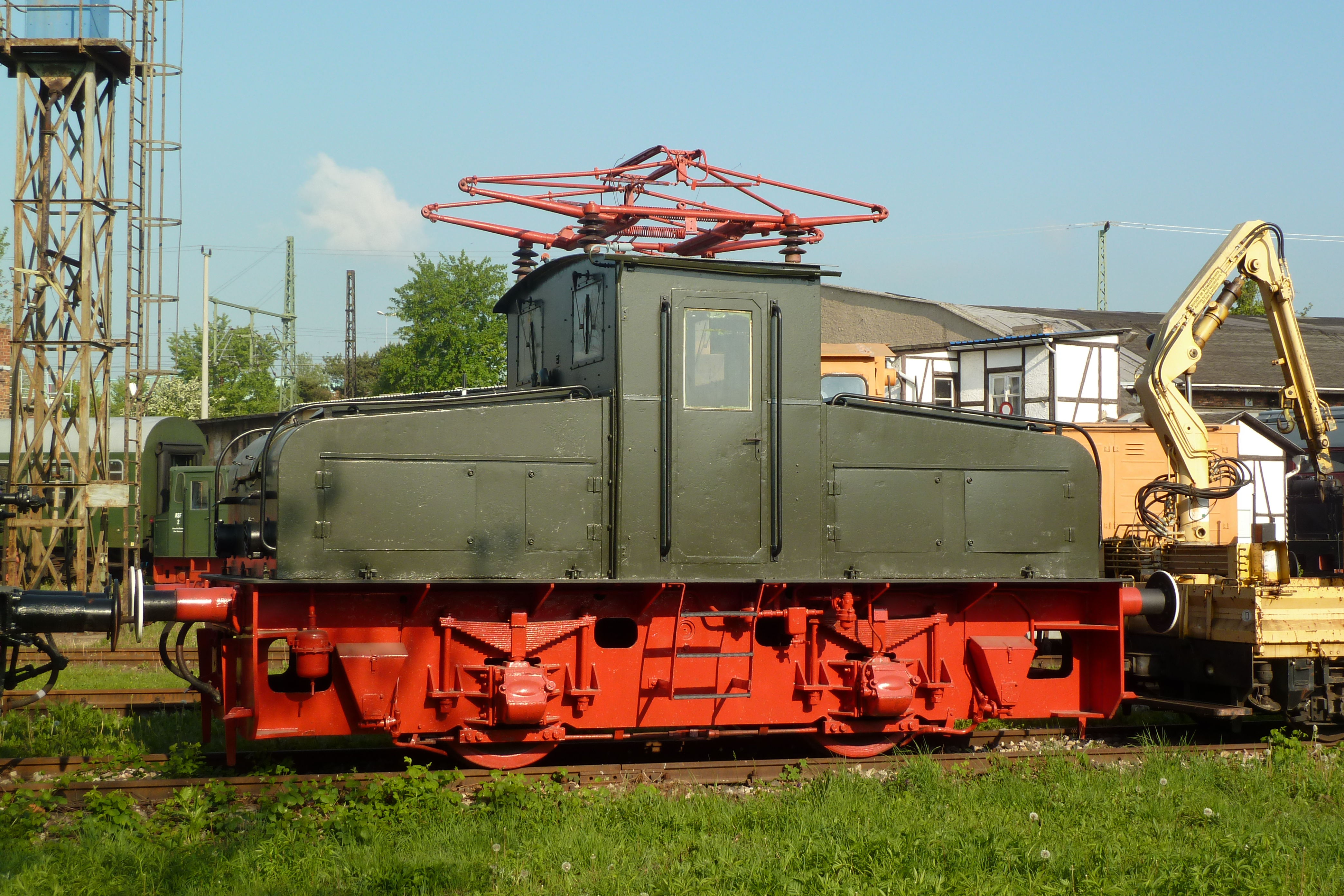
El-Lokomotive Typ LEW EL 4 (12821/1972, Bo) ex Lok III Zementwerk Bad Berka (2011)

#### Diesellokomotiven
In der Sammlung finden sich mehrere Diesellokomotiven der Baureihe 119/229, zwei der Reihe 118 und jeweils eine der Reihen 120 und V 36 sowie mehrere Kleinlokomotiven.
Vollständige Liste (1xx DR-Bezeichnung, 2xx DB-Bezeichnung):
- 100 866, Klöckner, 1934,
- 102 125, LEW Hennigsdorf, 1970, Leihgabe DB-Museum,
- 103 032, Orenstein & Koppel, 1940, Leihgabe DB-Museum,
- 112 487, LEW Hennigsdorf, 1972, Leihgabe EBS,
- 118 578, LOB Babelsberg, 1965,
- 118 731, LOB Babelsberg, 1968,
- 118 788, LOB Babelsberg, 1968,
- 119 199, 23. August Bukarest, 1985, Leihgabe Intertourex,
- 219 084, 23. August Bukarest, Leihgabe DB-Museum,
- 229 188, 23. August Bukarest, Leihgabe DB-Museum,
- 120 198, Woroschilowgrad, 1969, Leihgabe DB-Museum

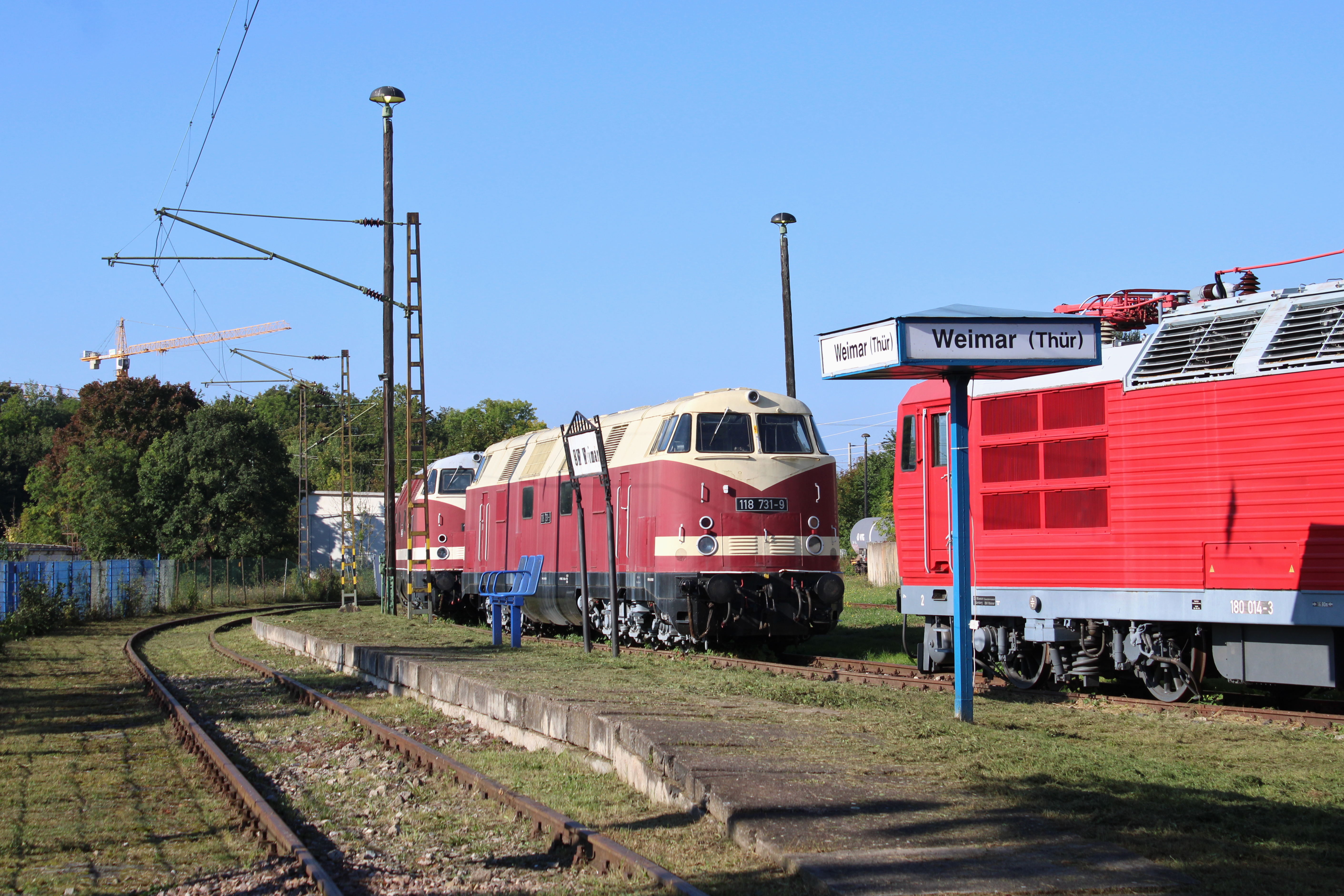
118 731 (Mitte), 118 578 (hinten) und 180 014 (rechts) im Eisenbahnmuseum Weimar

#### Weitere Triebfahrzeuge
Außerdem sind zwei SKL 25 ausgestellt.

### Eisenbahnwagen
Diverse Personen-, Schlaf-, Speise- und Güterwagen runden die Sammlung ab.
Die Sammlung in Weimar präsentiert viele Eisenbahnwagen. Als Leihgabe wird ein Speisewagen von MITROPA gezeigt.

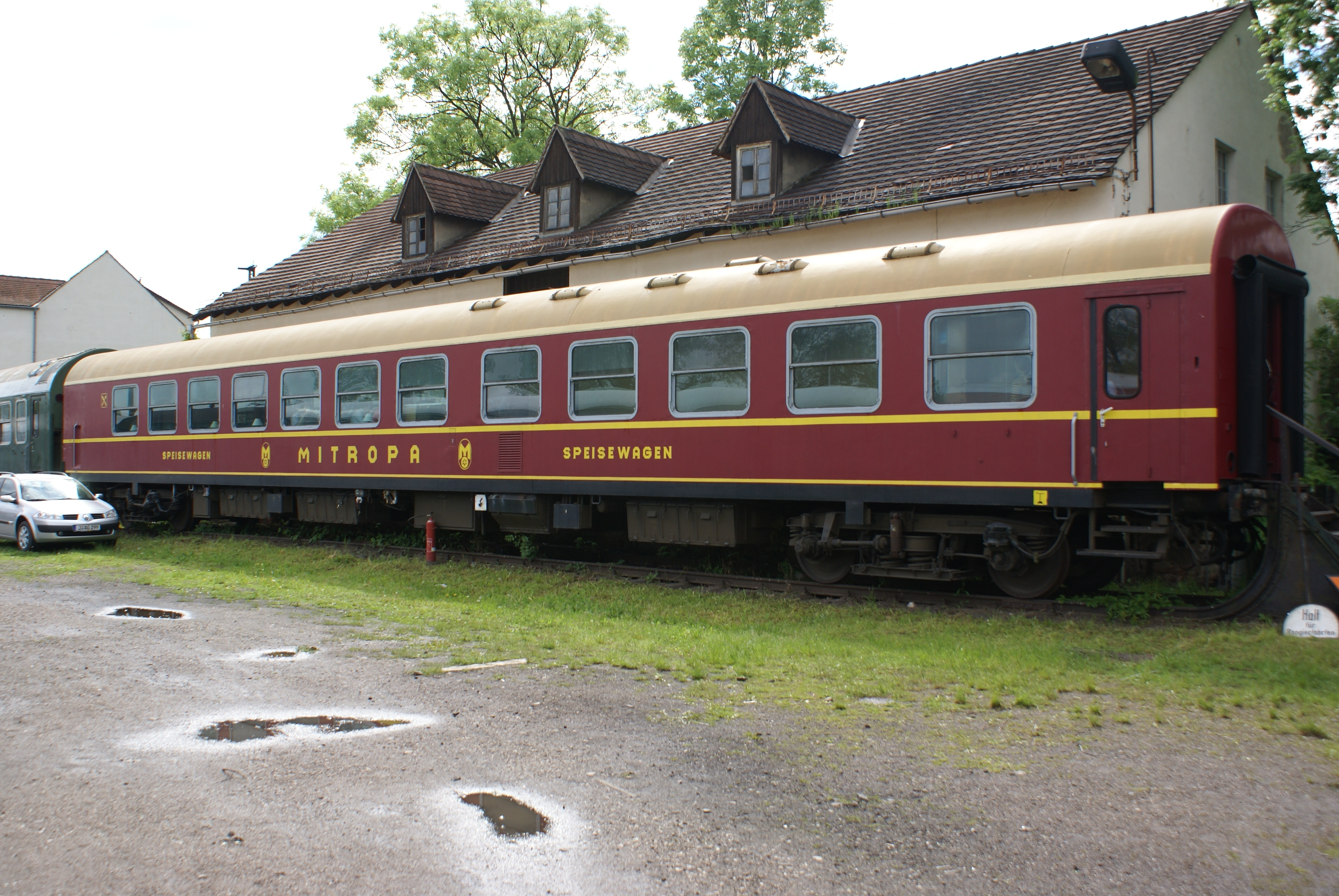
MITROPA - Speisewagen (2010)

### Straßenbahnwagen
Weimar ist als ehemaliger Standort der Straßenbahn Weimar ein wichtiger Standort für historische Straßenbahnfahrzeuge aus der Zeit der DDR in Thüringen geworden. Es werden historische Straßenbahnwagen aus Erfurt, Jena, Berlin und Potsdam gezeigt.
Vollständige Liste:
- RAW Schöneweide, 1974, ehemals Straßenbahn Jena 136,
- ČKD, 1975, ehemals Straßenbahn Erfurt 401,
- ČKD, ehemals Straßenbahn Erfurt 405,
- ČKD, 1982, ehemals Straßenbahn Berlin 4592,
- ČKD, 1980, ehemals Straßenbahn Potsdam 301

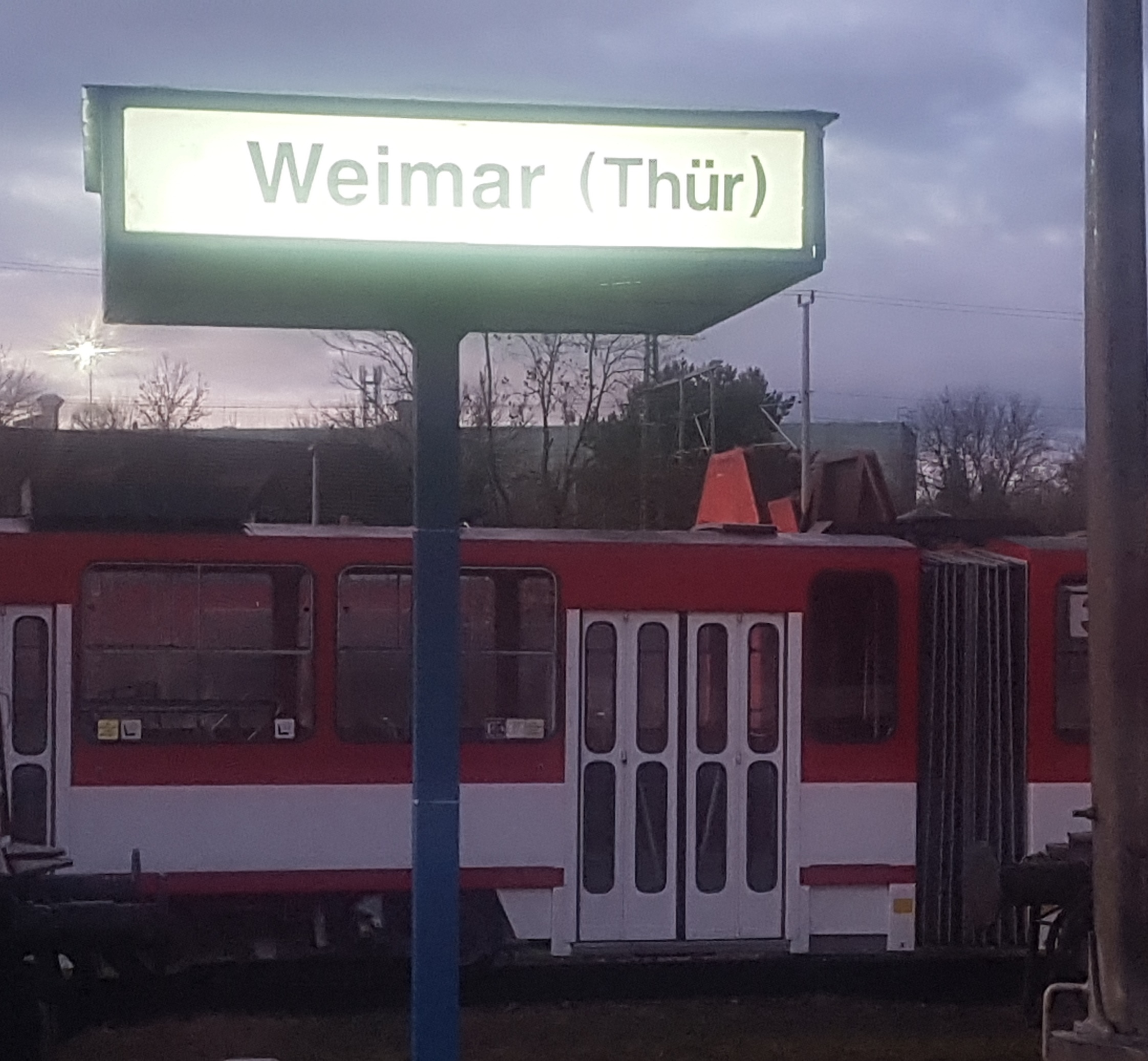
Triebwagen Typ KT4 der Straßenbahn Erfurt (2019)
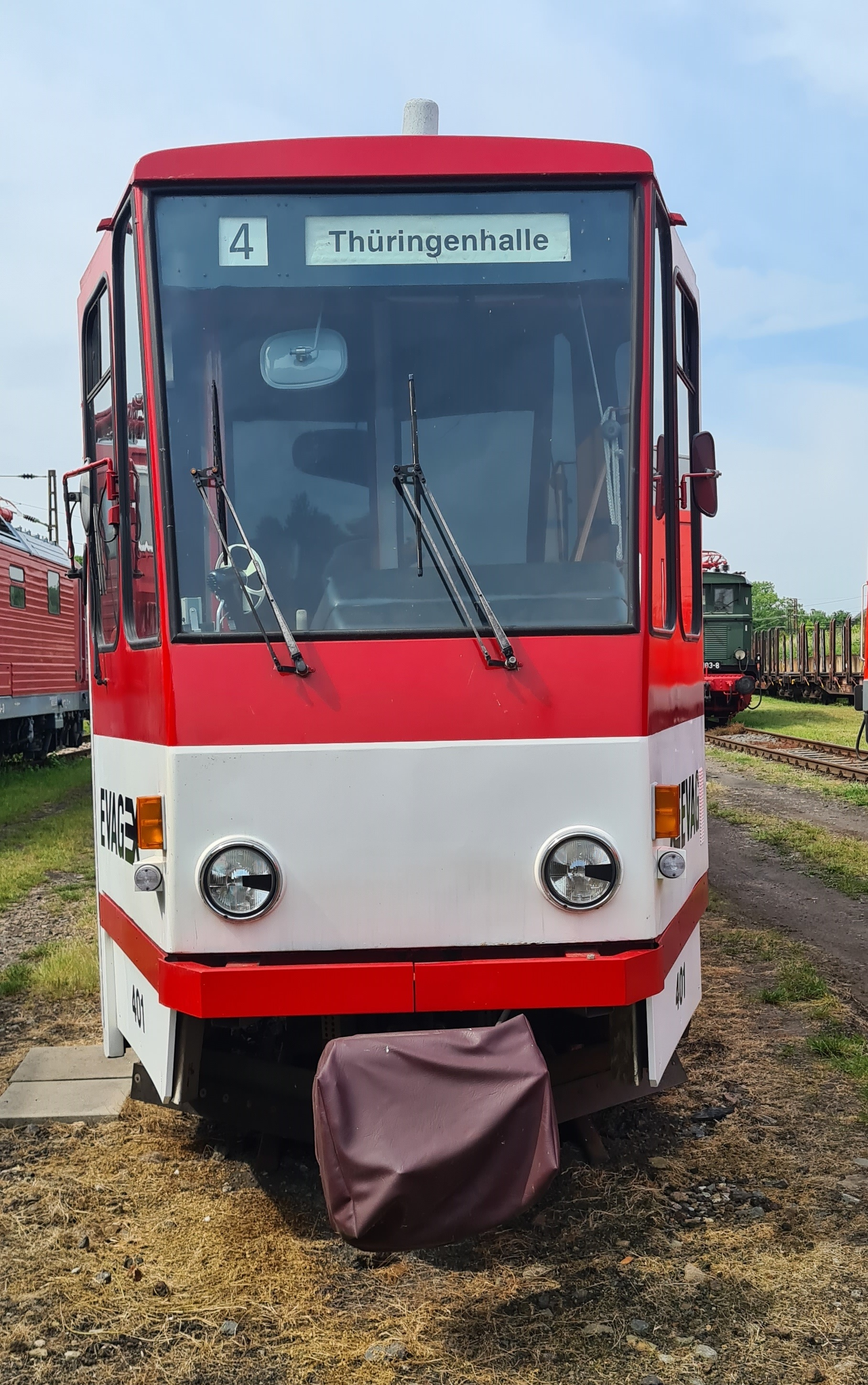
KT4 aus Erfurt
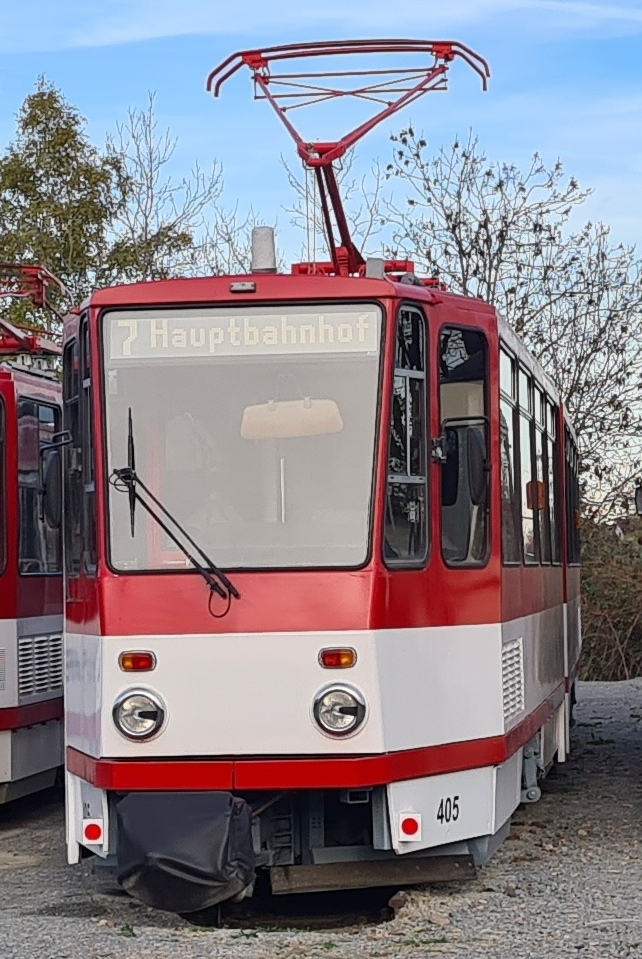
KT4D 405 aus Erfurt (unechter Zweirichtungswagen) (2022)
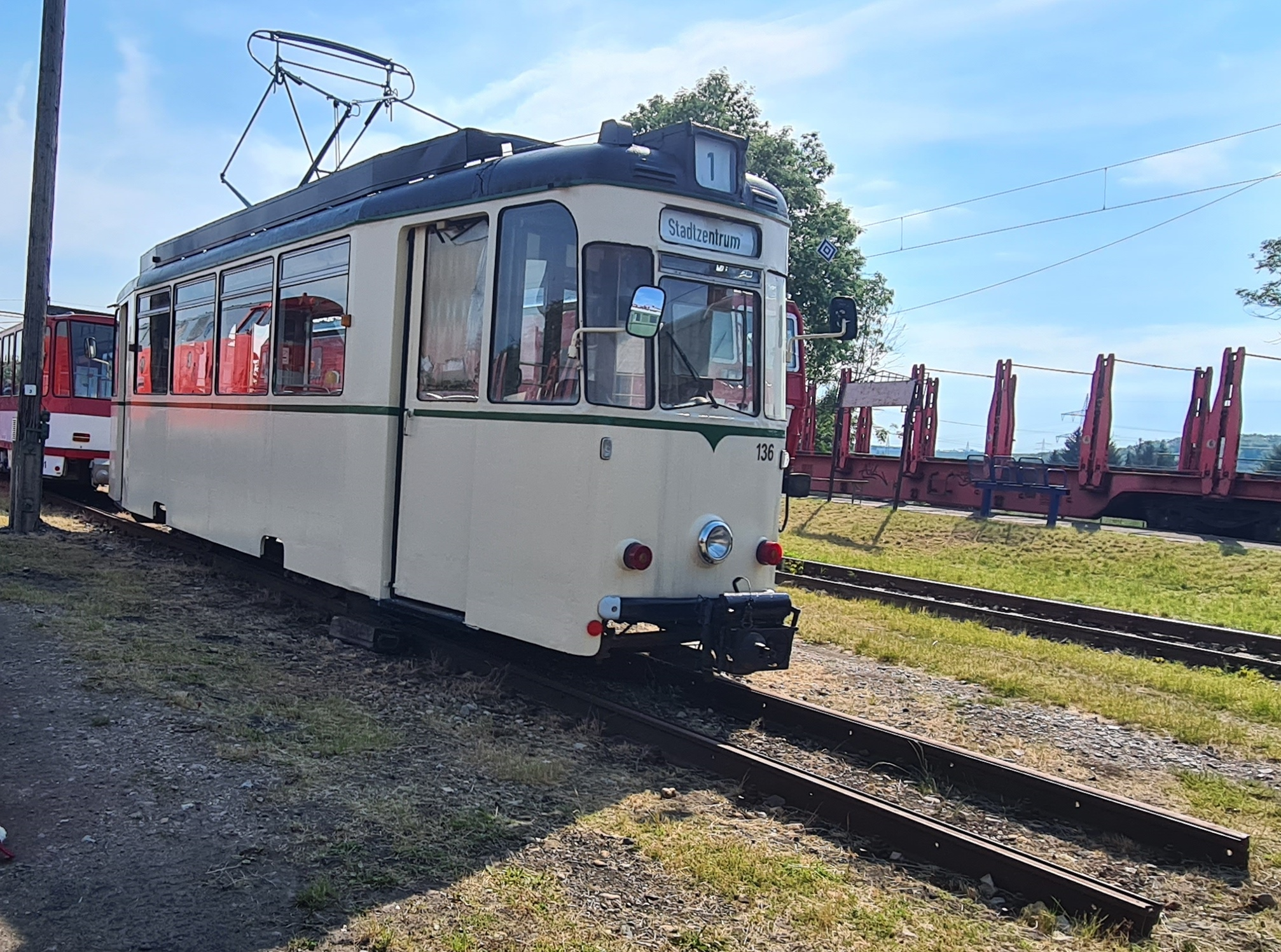
Zweirichtungsrekowagen der Straßenbahn Jena (2022)
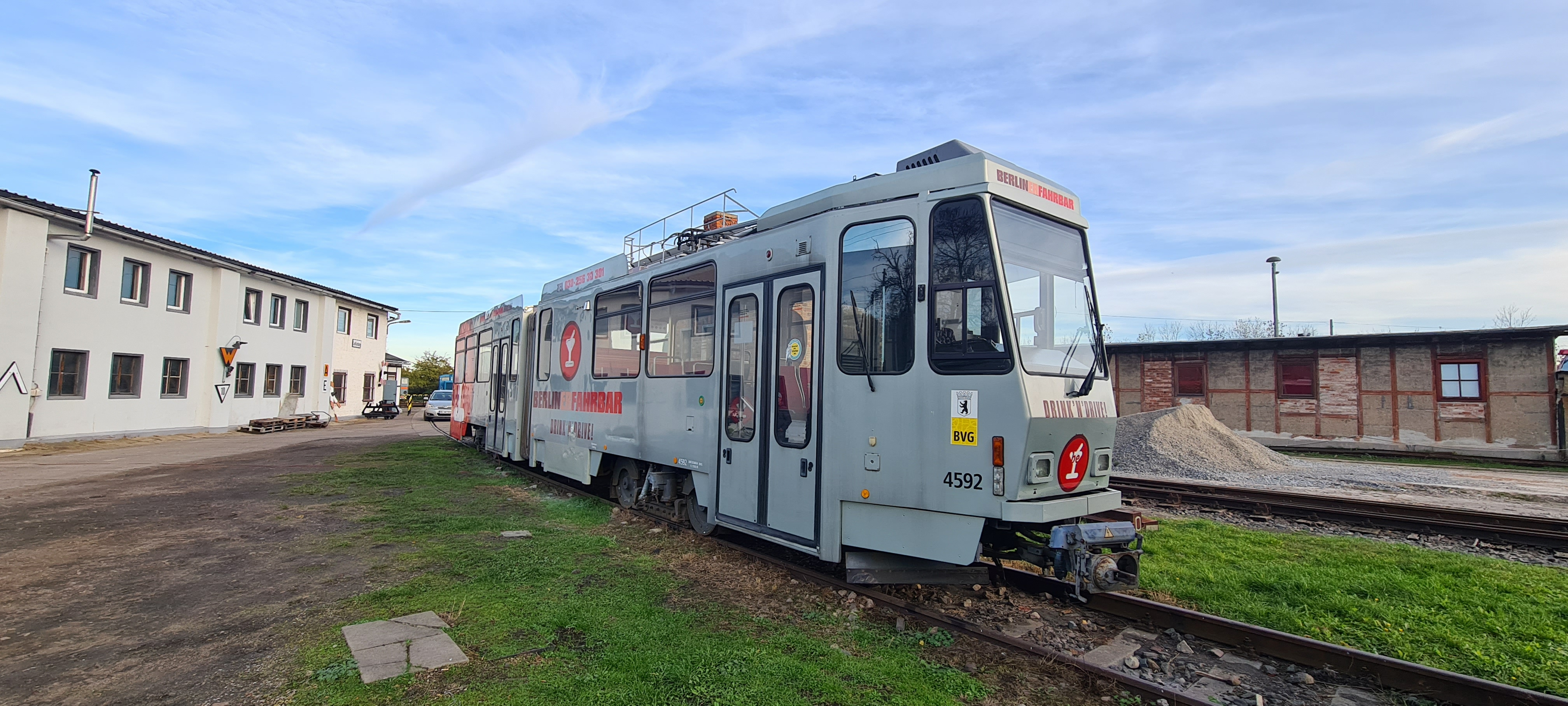
Ehemalige Party-Tram der Berliner Verkehrsbetriebe (BVG) (2022)
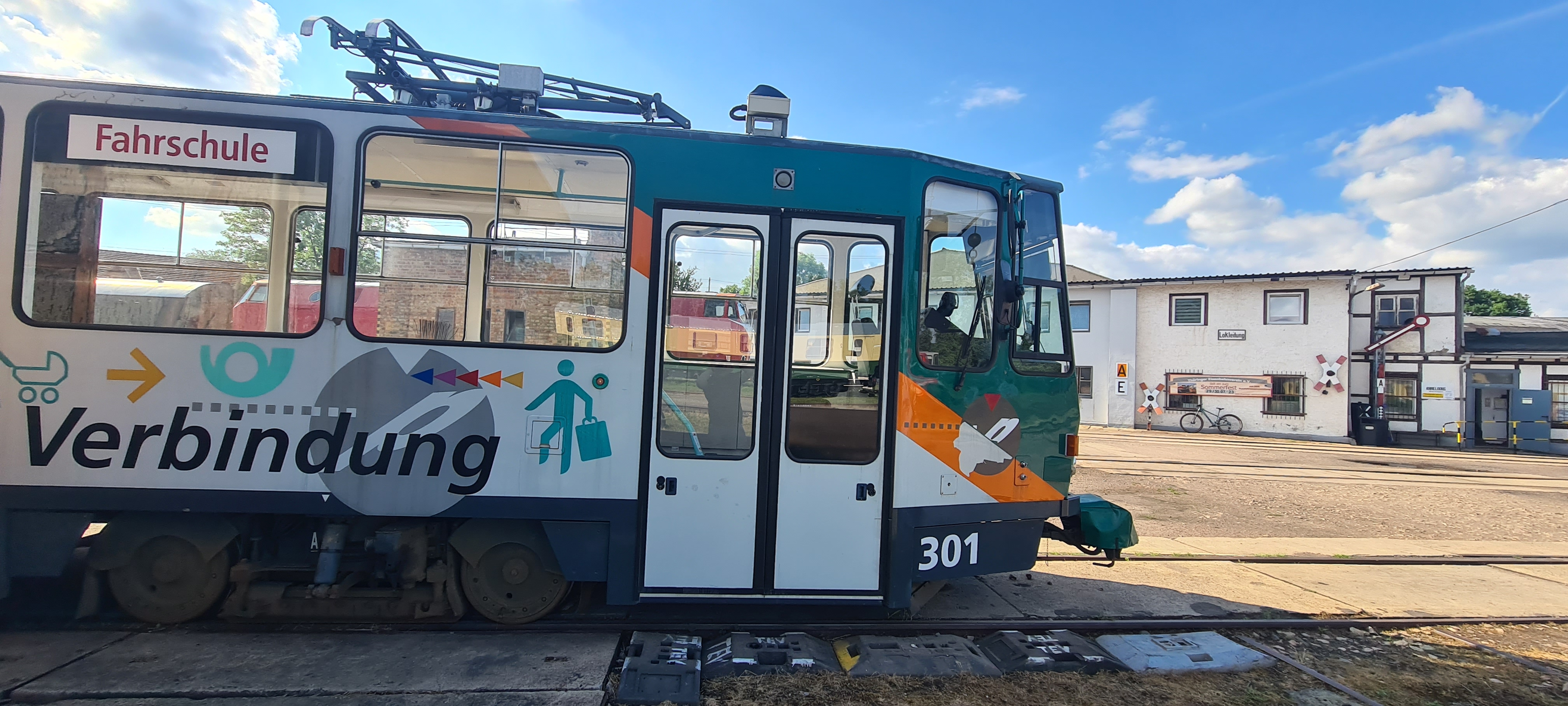
KT4D-Fahrschulwagen aus Potsdam, (2023)

## Besondere Museumsangebote
Am letzten Maiwochenende und zum Weimarer Zwiebelmarkt, der in der Regel am zweiten Oktoberwochenende eines jeden Jahres stattfindet, veranstaltet der Verein jeweils ein großes Eisenbahnfest. Es findet unter einem bestimmten Motto statt. Dabei werden neben den in Weimar beheimateten Museumsfahrzeugen auch Gastlokomotiven anderer Vereine und auch Lokomotiven aus dem Betriebsdienst der DBAG bzw. privater Eisenbahnverkehrsunternehmen präsentiert. Weiterhin findet am ersten Wochenende im August ein kleineres Sommerfest statt. Der Verein veranstaltet auch regelmäßig Sonderfahrten bzw. bietet als Dienstleistung für Dritte die Organisation solcher Sonderfahrten an.